# 泡の海
泡の海（あわのうみ）は、月の波の海の南に位置する月の海の一つであり、月の表側にある。泡の海は高台になっている湖の一つとして数えられ、危難の海の中にある。泡の海は後期インブリウム代の玄武岩でできており、周囲はネクタリス代の地層に囲まれている。泡の海の西端にはアポロニウス-Wを確認することができる。アポロニウス-Wは白っぽい色をしている。